# Cantone di Barbezieux-Saint-Hilaire
Il Cantone di Barbezieux-Saint-Hilaire era una divisione amministrativa dell'arrondissement di Cognac.
A seguito della riforma approvata con decreto del 20 febbraio 2014, che ha avuto attuazione dopo le elezioni dipartimentali del 2015, è stato soppresso.

## Composizione
Comprendeva i comuni di:
- Angeduc
- Barbezieux-Saint-Hilaire
- Barret
- Berneuil
- Brie-sous-Barbezieux
- Challignac
- Guimps
- Lachaise
- Ladiville
- Lagarde-sur-le-Né
- Montchaude
- Saint-Aulais-la-Chapelle
- Saint-Bonnet
- Saint-Médard
- Saint-Palais-du-Né
- Salles-de-Barbezieux
- Vignolles